# Sanza

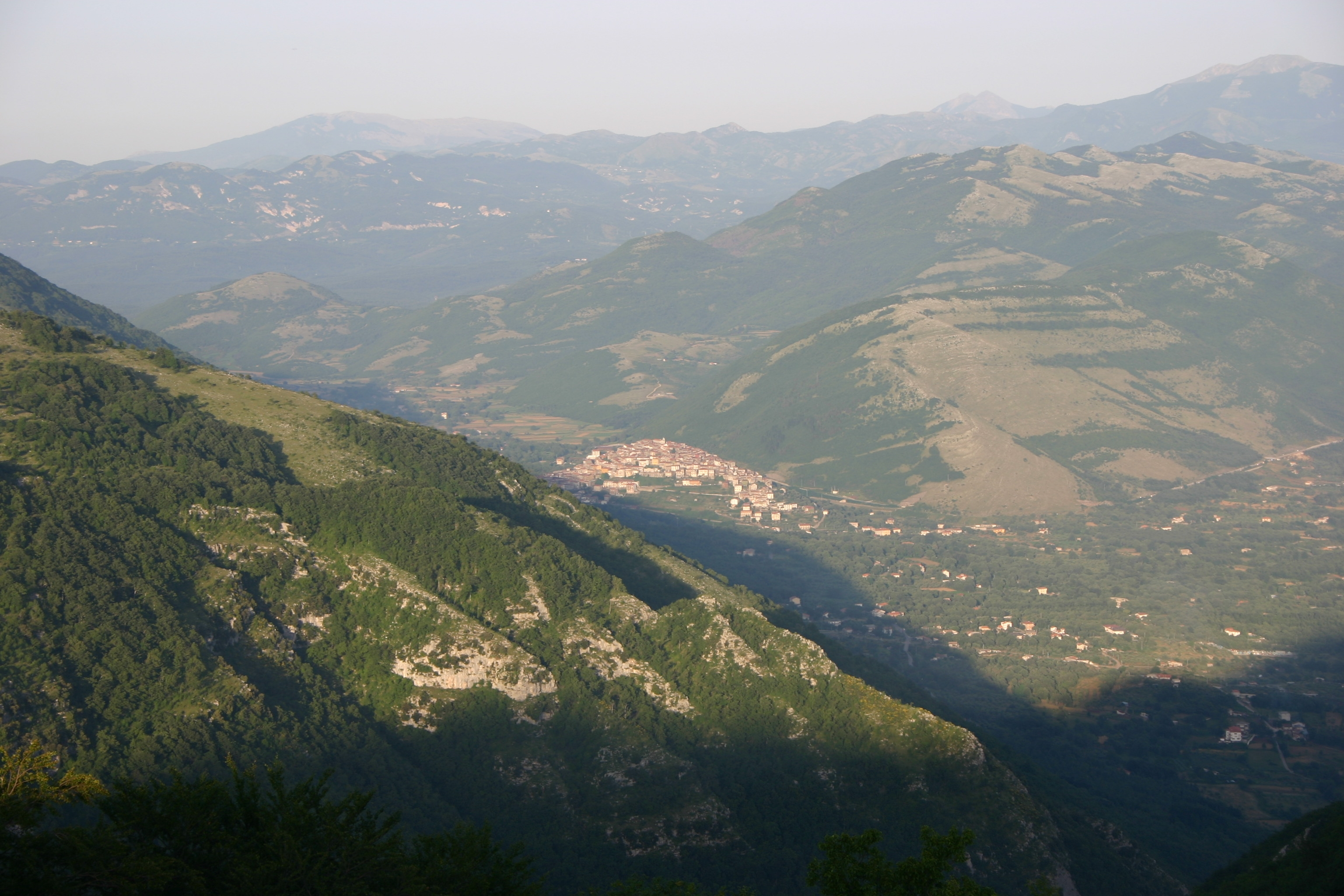

Sanza là một đô thị (comune) thuộc tỉnh Salerno trong vùng Campania của Ý. Sanza có diện tích 126 km2, dân số là 3007 người (thời điểm ngày).